# Opisthotrochopodus trifurcus
Opisthotrochopodus trifurcus är en ringmaskart som beskrevs av Michiya Miura och Desbruyères 1995. Opisthotrochopodus trifurcus ingår i släktet Opisthotrochopodus och familjen Polynoidae. Inga underarter finns listade i Catalogue of Life.